# Silver Surfer (videogioco)
Silver Surfer è un videogioco pubblicato per la Nintendo Entertainment System nel novembre del 1990, sviluppato dalla Software Creations e pubblicato dall'Arcadia Systems.

## Trama
Il gioco inizia con Silver Surfer che viene incaricato di recuperare un Dispositivo Cosmico dal Reame della Magia. Stando a Galactus, questo dispositivo sarebbe in grado di salvare tutta la vita nell'universo. Tali pezzi si trovano nelle mani di supercattivi come Reptyl, Mephisto, Possessor, Fire Lord e Kylor. L'ultimo pezzo del Dispositivo sarebbe nelle mani di un cattivo completamente ignoto, e che si rivela completamente inedito nei fumetti di Silver Surfer, ovvero un essere viola armato di un'arma da fuoco (e che stranamente, dall'immagine a fianco della sua barra di salute, dovrebbe essere Mister Sinister, antagonista degli X-Men). Sconfitto anche l'ultimo boss e ricomposto l'intero Dispositivo Cosmico pezzo per pezzo, Galactus appare e chiede a Silver Surfer di consegnargli il Dispositivo, ma questi rifiuta, intento a nasconderlo in un posto sicuro in modo che non cada nelle mani sbagliate.

## Modalità di gioco
Il gioco è uno sparatutto a scorrimento, alternato tra laterale e prospettiva dall'alto, ed è composto da vari livelli, ognuno diviso in tre sezioni. Alla fine di ogni sezione, Silver Surfer combatterà un mini boss accompagnato da altri nemici, e nella terza e ultima sezione il giocatore affronterà uno dei supercattivi sopra citati. In maniera simile a Mega Man, il gioco consente al giocatore di scegliere un livello in qualsiasi ordine.
Il gioco contiene anche un sistema di password che donano alcuni potenziamenti, tra cui l'invincibilità. Inoltre, sono anche presenti un paio "quest" aggiuntive, la prima delle quali si sblocca digitando una password sbloccata completando il gioco.
Silver Surfer è in grado di danneggiare i nemici (e i loro proiettili) tramite dei colpi energetici che gli escono dalle mani. Il giocatore può ottenere tre tipi diversi di power up:
- le sfere d'argento servono come "opzioni", e sparano altri proiettili affiancandosi a Silver Surfer. Premendo il tasto B, le sfere possono sparare in avanti, ai lati o dietro, senza però cambiare la direzione dei colpi di Silver Surfer (che spara sempre in avanti).
- i quadrati contrassegnati da una "F" rafforzano i colpi di Silver Surfer. Se ne possono accumulare fino a cinque, dopo i quali donano invece punti bonus.
- i quadrati contrassegnati da una "B" aggiungono una bomba in grado di cancellare tutti i nemici sullo schermo, attivabile tramite il tasto Select.

Tuttavia, basta anche solo sfiorare un qualsiasi ostacolo o nemico per perdere una vita, dopo il quale il giocatore perde tutti i power up e riparte dall'inizio della sezione.

## Accoglienza
Silver Surfer ha ricevuto un'accoglienza mista, ed è stato criticato per la sua tremenda difficoltà, sfavorita anche dall'enorme hitbox del protagonista e dal fatto che non sempre il giocatore riuscirà a colpire il nemico. La musica del gioco, invece, è stata fortemente apprezzata.